# Сантаяна, Джордж
Джордж Сантая́на (англ. George Santayana), при рождении Хо́рхе Агусти́н Никола́с Руи́с де Сантая́на — исп. Jorge Agustín Nicolás Ruiz de Santayana; 16 декабря 1863 года, Мадрид — 26 сентября 1952 года, Рим) — американский философ и писатель испанского происхождения. Сохраняя всю жизнь испанское гражданство, Сантаяна писал по-английски, вырос и получил образование в США и считается прежде всего принадлежащим к американской культуре, хотя большую часть жизни провёл в различных странах Европы.
Известен шеститомным философским сочинением «Жизнь разума» (англ. The life of reason, 1905—1906), работами «Скептицизм и животная вера» (англ. Scepticism and animal faith, 1923), «Последний пуританин» (англ. The last puritan, 1935) и др., а также эссе, стихотворениями и романами.

## Биография
Отец Джорджа был испанским колониальным чиновником на Филиппинах. Мать была дочерью испанского дипломата и родилась в Великобритании. Её первым мужем был состоятельный американец из Бостона, после его смерти она вторично вышла замуж. В 1872 году семья перебралась из Испании в США, но затем отец Джорджа вернулся в Испанию и больше не жил с его матерью .
Джордж учился в Бостонской классической школе, в 1886 году окончил Гарвардский колледж. Потом он два года изучал философию в Берлине, затем вернулся в Гарвардский университет и закончил докторскую диссертацию под руководством Уильяма Джеймса. С 1889 года был преподавателем, с 1907 года — профессором философского факультета Гарвардского университета.
В 1912 году Сантаяна покинул Гарвард, некоторое время жил уединенно в Англии и Франции, а с 1924 года поселился в Риме, где и жил до конца жизни.

## Философия
Свой творческий путь Сантаяна начал с написания философических сонетов, в которых проявлялись его основные взгляды – платонизм, эстетизм и вера в естественность причин всего происходящего.
Корпус философских сочинений Сантаяны состоит из следующих книг: The Sense of Beauty (1896 г., рус. «Чувство прекрасного»), The Life of Reason (1905-1906 г., рус. «Жизнь разума»), Skepticism and Animal Faith (1923 г., рус. «Скептицизм и вера животных»), The Realms of Being (1927-1940 г., рус. «Царство бытия»). Книга The Sense of Beauty считается первой крупной книгой по эстетике, изданной в Америке. Хотя Сантаяна не был прагматиком в духе Уильяма Джеймса, Чарльза Сандерса Пирса, Джозайи Ройса или Джона Дьюи, The Life of Reason, возможно, является первым развернутым трактатом прагматизма.
Подобно многим классическим прагматикам, Сантаяна был приверженцем метафизического натурализма. Он считал, что человеческое познание, культурные обычаи и социальные институты развивались в соответствии с условиями, в которых они существовали. Их ценность может быть оценена по тому, насколько они способствуют человеческому счастью. Альтернативное название The Life of Reason – The Phases of Human Progress, «Фазы человеческого прогресса», указывает на эту метафизическую позицию.
Сантаяна был одним из первых приверженцев эпифеноменализма, но также восхищался классическим материализмом Демокрита и Лукреция. Он высоко ценил труды Спинозы, называя его своим «мастером и образцом».
Джордж Сантаяна был атеистом, но придерживался довольно мягкого взгляда на религию. Воззрения Сантаяны на религию изложены в его книгах Reason in Religion («Разум в религии»), The Idea of Christ in the Gospels («Идея Христа в Евангелиях») и Interpretations of Poetry and Religion («Интерпретации поэзии и религии»). Источник религиозности Сантаяна видел в склонности людей поэтизировать окружающий мир. Христианская религия, по мнению философа, стала эффективной лишь в своем воплощении в искусстве. Сантаяна называл себя «эстетическим католиком». Последнее десятилетие своей жизни он провел в монастыре Синих Монахинь в Риме, где о нем заботились сестры.
Философия Сантаяны имела гуманистическую направленность. Согласно Сантаяне, основная задача философии должна состоять не в объяснении мира, а в выработке «моральной позиции» по отношению к нему.
Главная мысль философии Сантаяны заключается в том, что наиболее совершенное отношение человека к миру есть эстетическое отношение и уровень развития общества определяется не производством материальных благ, а количеством энергии, потраченной на «украшение жизни и культуру воображения». Все типы человеческого опыта (здравый смысл, социальные воззрения, религиозные верования, искусство и наука) отличаются друг от друга типом доминирующего импульса. В науке этот импульс носит более прагматичный характер, но основывается она все равно, как и поэзия, на способности воображения. Философ был убеждён, что «в науке имеется всепроникающий, неизбежный и изменчивый элемент поэзии. Наука является мысленным аккомпанементом искусства». По мнению мыслителя, ученый есть религиозный поэт, поднявшийся на высший уровень символизации. В «Жизни разума» он рассматривал науку, искусство, общество и религию с точки зрения «моральных благ», достигаемых человечеством в его стремлении установить равновесие со средой. Сантаяна считал, что «сама природа влечёт за собою свой идеал и что прогрессивная организация иррациональных импульсов творит рациональную мысль».
В области политической философии Сантаяна был сторонником идеи «элиты» в противовес идее демократии. Он придерживался теории расового превосходства и евгенических взглядов. Он считал, что высшие расы не должны поощряться «смешанными браками с низшими расами».

## Сочинения
- Сантаяна Дж. [www.lib.ru/SHAKESPEARE/religion.txt Отсутствие религии у Шекспира] // Начало: Журнал Санкт-Петербургского Института богословия и философии. — СПб: 2000. — № 7.
- Сантаяна Дж. Скептицизм и животная вера. — СПб.: Владимир Даль, 2001. — 390 с.
- Сантаяна Дж. Люди и страны. Моя жизнь // Новая Юность. — 2002. — № 5.
- Сантаяна Дж. Характер и мировоззрение американцев. — М.: Идея-Пресс, 2003. — 176 с ISBN 5-7333-0056-6, ISBN 5-7333-0053-8 (ошибоч.) .